# Bisbat de Faenza-Modigliana
El bisbat de Faenza-Modigliana (italià: diocesi di Faenza-Modigliana; llatí: Dioecesis Faventina-Mutilensis) és una seu de l'Església catòlica, sufragània de l'arquebisbat de Bolonya, que pertany a la regió eclesiàstica Emília-Romanya. En el 2013 tenia 132.259 batejats d'un total de 140.821 habitants. Actualment està regida pel bisbe Mario Toso, S.D.B.

## Territori

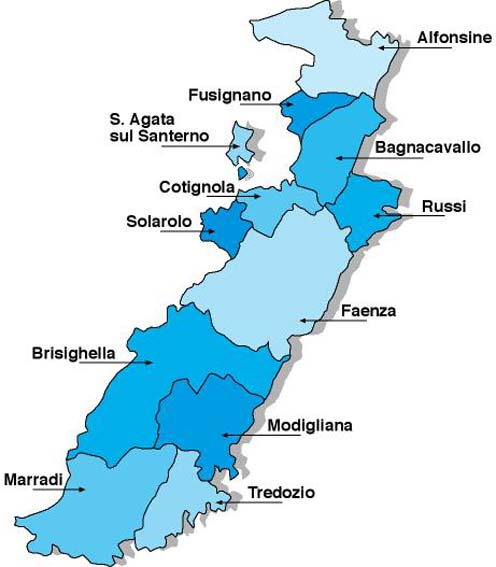
Mapa de la diòcesi

La diòcesi és de dimensions petites o mitjanes al panorama italià, i està envoltada per l'arquebisbat de Ravenna-Cervia (al nord i a l'est), del bisbat de Forlì-Bertinoro (a l'est), de l'arquebisbat de Florència (al sud) i del bisbat d'Imola (a l'oest). És una faixa llarga i estreta, orientada de nord a sud: al nord s'estén fins a la plana Padana, gairebé fins a les Valls de Comacchio ; al centre, la ciutat de Faenza, que per si sola reuneix la meitat de la població de la diòcesi; al sud acaba als turons i muntanyes dels Apenins tosco-romanyols.
Els límits de la diòcesi comprenen part del territori que pertany a dues regions, l'Emília-Romanya i la Toscana, i a tres províncies: Ravenna, Forlì-Cesena i Florència; i està formada per 17 municipis: Alfonsine, Ravenna, Fusignano, Sant'Agata sul Santerno, Bagnacavallo, Lugo, Russi, Cotignola, Solarolo, Faenza, Castel Bolognese, Brisighella, Riolo Terme, Modigliana, Casola Valsenio, Marradi i Tredozio. És interessant notar que, per motius històrics, hi ha dues parròquies que no tenen continuïtat amb la resta de la diòcesi: es tracten de dues parròquies que es troben a l'interior del bisbat d'Imola, però que formen part de la diòcesi de Faenza-Modigliana.

## Estructura eclesiàstica
El bisbe és assistit pel consell episcopal, format per tres sacerdots de la diòcesi, nomenat vicaris episcopals amb tres diferents àrees d'especialització:
- Roberto Fortunato Brunato, vicari general amb competències específiques en l'àmbit de la litúrgia;
- Luigi Guerrini, vicari episcopal per al ministeri de la paraula;
- Claudio Bolognesi, vicari episcopal per al ministeri de la caritat.

Cada oficina i centre pastoral de la cúria diocesana es refereix a un d'aquests tres vicaris.
Hi ha 88 parròquies (alguns d'ells molt petits i sense un sacerdot resident).
Per decret de 8 d'abril de 2007, solemnitat de Pasqua, el bisbe Claudio Estagni agrupà les parròquies de tot el territori diocesà en 19 unitats pastorals. Cada unitat consta de diverses parròquies veïnes per al territori i la situació pastoral; es regeix per un coordinador sacerdot (designat pel bisbe durant cinc anys) i d'un equip (format pels preveres de la unitat pastoral i un representant laic de cada parròquia); té la tasca de promoure i coordinar la pastoral comuna (per exemple, la formació dels catequistes; catequesi per a adults, preparació per als sagraments, la pastoral juvenil, les activitats de Càritas…).
Al seu torn, les unitats pastorals s'agrupen per formar 5 rectories. Cada vicariat es confia a un vicari forà, que és nomenat pel bisbe per un període de cinc anys després de consultar tots els sacerdots (diocesans i religiosos) resident al vicariat; el mateix vicari forà ha de pertànyer a la rectoria. Les seves competències van ser definides per un decret episcopal de 15 de gener de 2008.

### Situació pastoral
Històricament, la diòcesi ha estat sempre rica en clergat, mentre que avui comparteix la situació de moltes diòcesis italianes: l'edat mitjana del clergat és molt alta; hi ha poques vocacions i manca un relleu generacional; hi ha una contracció dels ordes religiosos que tendeixen a abandonar alguns dels seus convents i parròquies. Aquesta situació d'emergència està empenyent dos fenòmens positius: d'una banda, l'intent de millorar la coordinació entre les diverses parròquies a través de la creació d'unitats pastorals; d'altra banda, un major empoderament dels laics (encara que la promoció dels ministeris establerts i el diaconat permanent segueix sent molt lent).
En qualsevol cas, la diòcesi és capaç d'expressar una vida d'Església viva i eloqüent, sobretot gràcies als nombrosos joves que s'involucren en els centres pastorals diocesans i voluntaris que promouen una sèrie d'iniciatives i la coordinació de serveis.

### Llocs de vida diocesana
El lloc central de la diòcesi és la catedral de Faenza: església pròpia del bisbe, que realitza aquí els principals actes del seu magisteri i de la vida litúrgica diocesana. La catedral, d'influència toscana també és important com una expressió artística de l'arquitectura del Renaixement a la Romanya.
A Modigliana es troba la cocatedral de Sant Esteve.
A més de la catedral, un altre lloc de referència de la vida pastoral és el seminari diocesà, construït en els anys cinquanta per a la formació dels seminaristes i utilitzat avui dia en comptes de les reunions, conferències, la pastoral vocacional (una part del seminari, la "Casa padre Daniele", va ser batejada així després que el jove sacerdot de Faenza Daniele Badiali fos assassinat en 1997 en una missió al Perú).
Finalment, recordar l'antiga ermita de Gamogna, construïda al segle xi per Sant Pere Damià en un lloc inaccessible als Apenins. El monestir, abandonat i en ruïnes al llarg dels segles, ha estat recentment restaurat i s'ha convertit encara en un lloc d'espiritualitat, gràcies a la presència de monjos i monges de les Fraternitats monàstiques de Jerusalem.

### Patrons de la diòcesi
El 1931 va ser proclamat patrona de la diòcesi Maria, venerada amb el títol de la Mare de Déu de les Gràcies. Se celebra solemnement el dissabte abans del segon diumenge de maig (en la pràctica, amb motiu del Dia de la Mare). La iconografia representa la Mare de Déu de les Gràcies després de rebre les fletxes, que representen els assots i els perills dels quals ofereix protecció. Aquesta iconografia es remunta al 1412, quan va ser pintada en un fresc a l'antiga església de Sant Andreu in vineis (avui Sant Domenec), en agraïment per l'alliberament de la pesta. Arran d'altres incidents considerats miraculosos, en 1765 el fresc va ser retirat i traslladat a la catedral, a la capella de l'esquerra del creuer; la capella, ricament decorada, es va erigir com a santuari diocesà i encara conserva la imatge. El fresc mutilat mostra només la cara i el tors de Maria; els braços i les mans amb fletxes trencades s'han perdut, però és presenciat per centenars de representacions populars del territori.
El Patró secundari de la diòcesi és Sant Pere Damià, el cos del qual es conserva a la catedral mateixa; la seva festa litúrgica té lloc el 21 de febrer.

### Calendari litúrgic propi de la diòcesi
La diòcesi de Faenza-Modigliana ha inclòs al calendari litúrgic algunes celebracions pròpies, segons un esquema aprovat per la Congregació pel Culte Diví i la Disciplina dels Sagraments el 1975; en aquells moments les dues diòcesis de Faenza i de Modigliana encara estaven separades, i el següent calendari va ser aprovat només per a la diòcesi de Faenza.
| Data                                       | Celebració                                                          | Grau                |
| ------------------------------------------ | ------------------------------------------------------------------- | ------------------- |
| 21 de febrer                               | Sant Pere Damià, patró secundari de la diòcesi                      | Festa               |
| Primer dissabte del segon diumenge de maig | Beneïda Verge Maria de les Gràcies, patrona principal de la diòcesi | Solemnitat          |
| 22 de maig                                 | Santa Humilitat                                                     | Memòria             |
| 23 de maig                                 | Beat Giacomo Filippo Bertoni                                        | Memòria             |
| 23 de juliol                               | Sant Apol·linar, patró de l'Emília-Romanya                          | Festa               |
| 27 de juliol                               | Beat Nevolone                                                       | Memòria             |
| 30 de juliol                               | Sant Terenci                                                        | Memòria facultativa |
| 14 d'octubre                               | Dedicació de la basílica catedral                                   | Festa               |

## Història
Els documents històrics donen fe de la presència al sínode romà del 313 d'un bisbe Constantius a Faventia: aquesta és la data més antiga que pot rastrejar la diòcesi de Faenza, fins i tot si és legítim pensar que el cristianisme va ser organitzat a la diòcesi ja en el segle iii. Al mateix sínode romà s'esmenta un Sanctus Sabinus com un predecessor de Constanzo; des del segle xvi aquest Sabino va ser identificat amb Savino de Spoleto, però sense cap fonament.
Sufragània de l'arxidiòcesi de Milà durant el segle iv (hi ha una carta de Sant Ambròs dirigida a un bisbe de Faenza), la diòcesi després va passar a la província eclesiàstica de l'arxidiòcesi de Ravenna, després d'això, el 402 va esdevenir la capital de l'Imperi Romà.
Luitprand va conquistar i va destruir la ciutat de Faenza al 740, però després es va fer càrrec de la reconstrucció, l'ampliació de la seva àrea d'influència de la diòcesi fins gairebé a les portes de Ravenna.
Durant l'edat mitjana la catedral va patir repetits incendis a causa de la utilització de la fusta com a material de construcció. Les flames van esclatar en el 1045, el 1132, el 1151 i el 1160, fins que l'any següent es va decidir dotar la catedral d'un sostre de teules.
En un any imprecís després de 1099, el Papa Pasqual II, que coneixia la zona per haver nascut als Apenins Forlivesos, va retirar Faenza de la jurisdicció metropolitana de Ravenna, que va ser retornat 7 d'agost de 1119 pel Papa Gelasi II.
Un testimoni de la importància de la diòcesi en l'edat mitjana, en una butlla de 1143 del Papa Celestí II s'esmenten vint esglésies pertanyents al seu territori: moltes d'elles també tenien el seu propi capítol de canonges; en 1301 enumera 22 esglésies, 315 parròquies i 12 monestirs.
La història de la diòcesi després va seguir de prop el de la ciutat de Faenza. Va veure la florida de la vida religiosa amb la difusió massiva dels ordes mendicants del segle xiii. A partir del 1509 va passar a formar part dels Estats Pontificis. Va patir llavors infiltració luterana, arribant a tenir una reputació per tot Itàlia de ciutat protestant. Hi havia molts personatges famosos eclesiàstics: el cavaller del Sant Sepulcre fra Sabba da Castiglione; el bisbe Annibale Grassi, qui va fundar el seminari (1576) i va consagrar la catedral (1581); el cardenal Antonio Pignatelli, més tard el Papa Innocenci XII. Durant un llarg període, entre 1603 a 1726, Faenza va ser la seu cardenalícia.
Durant el segle xix, la diòcesi va patir grans transformacions. El 7 de juliol de 1850, amb la butlla Ea quo licet, el Papa Pius IX va erigir la diòcesi de Modigliana, el Castrum Mutilum citat per Titus Livi, restant a Faenza la part meridional del seu territori. Al principi era sufragània de l'arxidiòcesi de Bolonya i, a continuació, de l'arxidiòcesi de Florència.
El territori de la nova diòcesi estava interessat en la zona muntanyosa a la frontera entre la Toscana (província de Florència) i l'Emília-Romanya (províncies de Ravenna i Forlì): la vall superior del Lamone (el centre més important és Marradi); la vall dell'Acerreta (amb Lutirano) i Tramazzo (amb Modigliana i Tredozio); la part alta de la vall del Montone (amb Portico di Romagna, Rocca San Casciano i Dovadola).
En 1853 Pius IX encara va fer la seu de Faenza sufragània de l'arxidiòcesi de Bolonya.
Per a la petitesa de la diòcesi, en la primera part del segle xx Modigliana es va unir per la persona del bisbe Ruggero Bovelli a la diòcesi de Faenza (en els anys 1924 a 1929). El 31 d'agost de 1976 amb el bisbe Marino Bergonzini les dues diòcesis van ser de nou units in persona episcopi.
El 30 de setembre de 1986, en virtut del decret Instantibus votis de la Congregació per als Bisbes, es va establir la unió plena de les dues diòcesis i el nou districte eclesiàstic va assumir el seu nom actual. Alhora, una petita part del territori de la Diòcesi de Modigliana va ser traspassat a la diòcesi de Forlì-Bertinoro.

## Cronologia episcopal

### Bisbes de Faenza
- Sant Savino † (280 - 290 nomenat bisbe de Spoleto)
- Costantino o Costanzo † (citat el 313)
- Costanzo II † (379 - ?)
- Egidio † (citat el 454)
- Giusto † (citat el 465)[2]
- Leonzio † (citat el 649)
- Vitale I † (citat el 679)
- Giovanni † (citat el 769)
- Deusdedit ? † (citat el 782 o el 797)
- Leone I † (citat el 826)
- Romano I † (inicis de 858 - finals del 861)
- Romano II † (citat el 898)
- Paolo † (citat el 920)
- Gerardo † (inicis de 954 - finals de 976)
- Ildebrando † (inicis de 997 - finals de 1016)
- Eutichio † (prima di de març de 1032 - finals de gener de 1056)[3]
- Pietro I † (1056 - ?)
- Ugo † (citat el 1063)
- Leone II † (inicis de 1076 - finals de 1084)
- Roberto † (vers 1086 - 1104)
- Cono † (1104 - ?)
- Pietro II † (? - 1118 mort)
- Giacomo † (1118 - finals de 1130)
- Ramberto † (inicis de 1141 - 1168 mort)
- Giovanni II † (inicis de 1177 - 1190 mort)
- Bernardo Balbi † (1192 - 8 d'agost de 1198 nomenat bisbe de Pavia)
- Teodorico Frasconi † (inicis de 1202 - 15 de juliol de 1205 mort)
- Ubaldo † (10 d'agost de 1205 - 21 de desembre de 1208 nomenat arquebisbe de Ravenna)
- Orlando † (10 d'agost de 1210 - 21 d'agost de 1221 mort)
- Alberto da Modena † (10 de novembre de 1221 - finals de 13 de juny de 1239 mort)
- Giacomo II † (vers 1241 - ?)
- Giuliano † (inicis de 8 de juny de 1242 - 1249)
- Gualtiero Poggi, O.S.A. † (1251 - vers 1257 mort)
- Giacomo Petrella † (1258 - 27 de desembre de 1273 mort)
- Teodorico, O.P. † (1 de març de 1274 - vers 1276 o 1278 mort)
- Arpinello † (vers 22 de març de 1278 - 1279 o 1280 mort)
- Viviano † (25 de gener de 1282 - 7 d'agost de 1287 mort)
- Lottieri Della Tosa † (1 d'octubre de 1287 - 1302 ? nomenat bisbe de Florència)
- Matteo Eschini, O.S.A. † (20 de gener de 1302 - de maig de 1311 mort)
- Ugolino, O.F.M.Conv. † (21 de juny de 1311 - de juny de 1336 mort)
- Giovanni da Brusata, C.R.S.A. † (6 de maig de 1337 - inicis de 13 d'agost de 1342 mort)
- Etienne Bénier[4] † (24 de gener de 1343 - vers 1378 mort)
- Francesco Uguccione † (1378 - 1383 nomenat arquebisbe de Benevent)
  - Lupo † (vers 1378 - 28 de juny de 1390 nomenat bisbe de Lugo) (antibisbe)
- Angelo Ricasoli † (9 de febrer de 1383 - 5 d'agost de 1391 nomenat bisbe d'Arezzo)
- Orso da Gubbio, O.S.B. † (12 de juliol de 1391 - 1402)
- Niccolò Ubertini † (26 de juny de 1402 - 15 de juny de 1406 deposat)
- Pietro da Pago, O.F.M. † (10 de juliol de 1406 - 19 d'octubre de 1411 nomenat arquebisbe de Spalato)
- Silvestro Della Casa † (4 de juny de 1412 - 1428 mort)
- Giovanni da Faenza, O.F.M.Conv. † (5 de novembre de 1428 - 1438 mort)
- Francesco Zanelli (o Zannoni), O.S.M. † (6 de desembre de 1438 - 1454 mort)
- Giovanni Terma, O.S.M. † (18 de juliol de 1455 - 20 de desembre de 1457 mort)
- Alessandro Stampetti † (23 de febrer de 1458 - de febrer de 1463 mort)
- Bartolomeo Gandolfi † (10 d'abril de 1463 - 4 de juliol de 1471 mort)
- Federico Manfredi † (4 de setembre de 1471 - 28 de setembre de 1478 mort)
- Battista de' Canonici, O.S.B. † (5 d'octubre de 1478 - 5 d'abril de 1510 mort)
  - Rodolfo Missiroli † (1478 - ?) (antibisbe)
- Giacomo Pasi † (8 d'abril de 1510 - 19 de juliol de 1528 mort)
- Pier Andrea Gambari † (7 d'agost de 1528 - agost o setembre de 1528 mort)
- Rodolfo Pio † (13 de novembre de 1528 - 1544 renuncià)
- Teodoro Pio † (10 d'octubre de 1544 - 1561 renuncià)
- Giovanni Battista Sighicelli † (18 de març de 1562 - 12 de juliol de 1575 mort)
- Annibale Grassi (23 de juliol de 1575 - 1585 renuncià)
- Gian Antonio Grassi † (18 de març de 1585 - 30 de juliol de 1602 mort)
- Giovanni Francesco Biandrate di San Giorgio Aldobrandini † (16 d'abril de 1603 - 16 de juliol de 1605 mort)
- Erminio Valenti † (3 d'agost de 1605 - 22 d'agost de 1618 mort)
  - Ilario Morani di Santa Sofia, O.S.B.Vall. † (1618 - 1618 mort) (bisbe electe)
- Giulio Monterenzi † (1 d'octubre de 1618 - 23 de maig de 1623 mort)
- Marco Antonio Gozzadini † (7 de juny de 1623 - 1 de setembre de 1623 mort)
- Francesco Cennini de' Salamandri † (2 d'octubre de 1623 - 1643 renuncià)
- Carlo Rossetti † (4 de maig de 1643 - 23 de novembre de 1681 mort)
- Antonio Pignatelli di Spinazzola † (12 de gener de 1682 - 30 de setembre de 1686 nomenat arquebisbe de Nàpols; després elegit papa amb el nom d'Innocenci XII)
- Giovanni Francesco Negroni † (7 de juliol de 1687 - inicis de 11 de novembre de 1697 renuncià)
- Marcello Durazzo † (11 de novembre de 1697 - 27 d'abril de 1710 mort)
- Giulio Piazza † (21 de juliol de 1710 - 23 d'abril de 1726 mort)
- Tommaso Cervioni da Montalcino, O.S.A. † (3 de juny de 1726 - 7 de febrer de 1729 nomenat arquebisbe de Lucca)
- Niccolò Maria Lomellino, C.R.S. † (7 de febrer de 1729 - 30 d'octubre de 1742 mort)
- Antonio Cantoni † (17 de desembre de 1742 - 28 de setembre de 1767 nomenat arquebisbe de Ravenna)
- Vitale Giuseppe de' Buoi † (28 de setembre de 1767 - 28 de gener de 1787 mort)
- Domenico Mancinforte, S.J. † (23 d'abril de 1787 - 20 de febrer de 1805 mort)
- Stefano Bonsignori † (18 de setembre de 1807 - 23 de desembre de 1826 mort)
- Giovanni Niccolò Tanara † (21 de maig de 1827 - 2 de juny de 1832 renuncià)
- Giovanni Benedetto Folicaldi † (2 de juliol de 1832 - 28 de maig de 1867 mort)
  - Sede vacante (1867-1871)
- Angelo Pianori, O.F.M. † (27 d'octubre de 1871 - 12 d'abril de 1884 mort)
- Gioacchino Cantagalli † (10 de novembre de 1884 - 13 d'agost de 1912 mort)
- Vincenzo Bacchi † (2 de desembre de 1912 - 23 de gener de 1924 mort)
- Ruggero Bovelli † (24 de març de 1924 - 4 d'octubre de 1929 nomenat arquebisbe de Ferrara)
- Antonio Scarante † (30 de juny de 1930 - 17 de desembre de 1944 mort)
- Giuseppe Battaglia † (17 de desembre de 1944 - 31 d'agost de 1976 jubilat)
- Marino Bergonzini † (31 d'agost de 1976 - 6 d'agost de 1982 jubilat)
- Francesco Tarcisio Bertozzi † (6 d'agost de 1982 - 30 de setembre de 1986 nomenat bisbe de Faenza-Modigliana)

### Bisbes de Modigliana
- Mario Melini † (19 de desembre de 1853 - 9 de març de 1865 mort)
  - Sede vacante (1865-1871)
- Leonardo Giannotti, O.F.M. † (22 de desembre de 1871 - 17 de juliol de 1895 mort)
- Sante Mei † (29 de novembre de 1895 - 16 de desembre de 1907 renuncià)
- Luigi Capotosti † (8 d'abril de 1908 - 8 de juny de 1914 nomenat secretari de la Congregació per la Disciplina dels Sacraments)
- Ruggero Bovelli † (26 de juliol de 1915 - 4 d'octubre de 1929 nomenat arquebisbe de Ferrara)
- Massimiliano Massimiliani † (30 de juny de 1931 - 30 d'agost de 1960 mort)
- Antonio Ravagli † (30 d'agost de 1960 - 30 d'abril de 1970 renuncià)
- Marino Bergonzini † (5 de juny de 1970 - 6 d'agost de 1982 jubilat)
- Francesco Tarcisio Bertozzi † (6 d'agost de 1982 - 30 de setembre de 1986 nomenat bisbe de Faenza-Modigliana)

### Bisbes de Faenza-Modigliana
- Francesco Tarcisio Bertozzi † (30 de setembre de 1986 - 16 de maig de 1996 mort)
- Benvenuto Italo Castellani (19 d'abril de 1997 – 31 de maig de 2003 nomenat arquebisbe coadjutor de Lucca)
- Claudio Stagni (26 d'abril de 2004 - 19 de gener de 2015 jubilat)
- Mario Toso, S.D.B., dal 19 de gener de 2015

## Estadístiques
A finals del 2013, la diòcesi tenia 132.259 batejats sobre una població de 140.821 persones, equivalent al 93,9% del total.
A l'estadística següent les dades relatives a la diòcesi de Faenza i les relatives a la diòcesi de Modigliana no poder ser sotmeses i confrontades amb les dades relatives a la diòcesi de Faenza-Modigliana; car en el procés d'unió, una part del territori, parròquies i preveres de la diòcesi de Modigliana van passar a formar part de la diòcesi de Forlì-Bertinoro.
| any                          | població | població | població | sacerdots | sacerdots       | sacerdots       | sacerdots             | diaques | religiosos | religiosos | parroquies |
| ---------------------------- | -------- | -------- | -------- | --------- | --------------- | --------------- | --------------------- | ------- | ---------- | ---------- | ---------- |
| any                          | batejats | total    | %        | total     | clergat secular | clergat regular | batejats por sacerdot | diaques | homes      | dones      |            |
| diòcesi de Faenza            |          |          |          |           |                 |                 |                       |         |            |            |            |
| 1908                         | ?        | 103.962  | ?        | 360       | 347             | 13              | ?                     |         |            |            | 114        |
| 1950                         | 124.000  | 125.000  | 99,2     | 280       | 231             | 49              | 442                   |         | 69         | 448        | 118        |
| 1970                         | 127.000  | 128.000  | 99,2     | 231       | 176             | 55              | 549                   |         | 62         | 450        | 123        |
| 1980                         | 132.500  | 135.000  | 98,1     | 190       | 158             | 32              | 697                   |         | 37         | 320        | 124        |
| diòcesi de Modigliana        |          |          |          |           |                 |                 |                       |         |            |            |            |
| 1950                         | 41.227   | 41.260   | 99,9     | 103       | 92              | 11              | 400                   |         | 14         | 146        | 83         |
| 1969                         | 23.462   | 23.531   | 99,7     | 71        | 67              | 4               | 330                   |         | 4          | 113        | 70         |
| 1980                         | 10.430   | 10.500   | 99,3     | 22        | 22              |                 | 474                   |         |            | 48         | 41         |
| diòcesi de Faenza-Modigliana |          |          |          |           |                 |                 |                       |         |            |            |            |
| 1990                         | 119.610  | 123.275  | 97,0     | 190       | 163             | 27              | 629                   |         | 34         | 251        | 89         |
| 1999                         | 118.600  | 122.018  | 97,2     | 166       | 141             | 25              | 714                   |         | 34         | 249        | 89         |
| 2000                         | 116.127  | 120.207  | 96,6     | 153       | 132             | 21              | 759                   |         | 30         | 214        | 89         |
| 2001                         | 116.000  | 121.000  | 95,9     | 146       | 127             | 19              | 794                   | 2       | 25         | 197        | 89         |
| 2002                         | 116.000  | 121.000  | 95,9     | 142       | 124             | 18              | 816                   | 2       | 25         | 174        | 89         |
| 2003                         | 116.000  | 121.000  | 95,9     | 134       | 127             | 7               | 865                   | 3       | 12         | 207        | 88         |
| 2004                         | 116.000  | 121.000  | 95,9     | 128       | 121             | 7               | 906                   | 3       | 12         | 205        | 88         |
| 2006                         | 113.000  | 126.034  | 89,7     | 118       | 111             | 7               | 957                   | 5       | 12         | 223        | 88         |
| 2013                         | 132.259  | 140.821  | 93,9     | 92        | 82              | 10              | 1.437                 | 11      | 14         | 141        | 88         |